# 486. pr. Kr.
◄ | 6. stoljeće pr. Kr. | 5. stoljeće pr. Kr. | 4. stoljeće pr. Kr. | ►
◄ | 510-ih pr. Kr. | 500-ih pr. Kr. | 490-ih pr. Kr. | 480-ih pr. Kr. | 470-ih pr. Kr. | 460-ih pr. Kr. | 450-ih pr. Kr. | ►
◄◄ | ◄ | 489. pr. Kr. | 488. pr. Kr. | 487. pr. Kr. | 486 pr. Kr. | 485. pr. Kr. | 484. pr. Kr. | 483. pr. Kr. | ► | ►►
Astronomija

## Događaji
- Pobuna u perzijskom Egiptu

## Rođenja
- Kserkso I., perzijski vladar iz iranske dinastije Ahemenida

## Smrti
- Darije I. Veliki, vladar Perzijskog Carstva